# Hummelschaltung
Die Hummelschaltung und die verwandte Polekschaltung dient in der elektrischen Messtechnik dazu, bei sinusförmiger Wechselspannung einen dazu sinusförmigen Wechselstrom mit einer Phasenverschiebung von 90° zu bilden. Anwendungen liegen im Bereich von elektromechanischen Messgeräten wie dem Ferraris-Zähler, eine Form des Stromzählers. Die Schaltung dient dazu, mit diesen Messgeräten, welche üblicherweise die Wirkleistung erfassen, die in einphasigen Wechselspannungsnetzen auftretende Blindleistung zu messen.
Die Schaltung ist nach ihrem Erfinder Georg Hummel benannt, welcher 1895 vom Deutschen Reichspatentamt das DRP-Patent Nr. 98 897 erhielt. 
Im praktischen Einsatz werden diese Schaltungen zunehmend durch elektronische Messgeräte wie Intelligenter Zähler abgelöst, wo neben den Effektivwerten die Phasenverschiebung zwischen Spannung und Strom ermittelt wird und daraus die Wirk- und Blindleistung mittels digitaler Signalverarbeitung ermittelt wird.

## Anwendung
Leistungsmessgeräte und Ferraris-Zähler enthalten einen Strom- und einen Spannungspfad; die Momentanwerte der Stromstärken in den beiden Pfaden werden zur Leistungsmessung multipliziert, gemittelt und bei dem Energiezähler über die Zeit addiert. Stimmt dabei der Strom durch den Spannungspfad des Messgerätes im Phasenwinkel mit der Verbraucherspannung (Netzspannung) überein, wird Wirkleistung gemessen. Wird der Strom im Spannungspfad im Phasenwinkel um 90° verschoben, wird Blindleistung erfasst.

Hummelschaltung

Die Hummelschaltung zur Phasenverschiebung ist in nebenstehender Abbildung schematisch dargestellt. Die Spannung {\displaystyle {\underline {U}}} entspricht der anliegenden Verbraucherspannung, komplexe Größen werden unterstrichen. Der Spannungspfad des Zählers ist durch den Ersatzwiderstand {\displaystyle R_{2}} und die Induktivität {\displaystyle L_{2}} dargestellt. Der Widerstand {\displaystyle R_{1}}, die Induktivität {\displaystyle L_{1}} und der Abgleichwiderstand {\displaystyle R_{3}} sind zusätzlich zum Stromzähler benötigte Bauelemente. Der Wert des Abgleichwiderstandes {\displaystyle R_{3}} wird so gewählt, dass
{\displaystyle R_{3}={\frac {\omega ^{2}\cdot L_{1}\cdot L_{2}-R_{1}\cdot R_{2}}{R_{1}+R_{2}}}}
gilt. In diesem Fall läuft der Strom {\displaystyle {\underline {I}}_{2}} der Spannung {\displaystyle {\underline {U}}} um 90° nach. Da die Kreisfrequenz {\displaystyle \omega } in der Gleichung auftritt, ist die Phasenverschiebung frequenzabhängig. Üblicherweise wird die Schaltung auf die Netzfrequenz von 50 Hz ausgelegt.

Polekschaltung

Die ähnlich aufgebaute Polekschaltung verwendet, wie in nebenstehender Abbildung dargestellt, statt eines ohmschen Widerstand einen Kondensator {\displaystyle C}, dessen Wert für dieselbe Phasenverschiebung von 90° wie bei der Hummelschaltung auf
{\displaystyle C={\frac {R_{1}+R_{2}}{\omega ^{2}(R_{1}\cdot L_{2}+R_{2}\cdot L_{1})}}}
eingestellt wird.
Der Spannungspfad des Zählers ist wieder durch den Ersatzwiderstand {\displaystyle R_{2}} und die Induktivität {\displaystyle L_{2}} dargestellt. Die Induktivität liegt üblicherweise in der Größenordnung bis zu 50 mH. Der Spannungspfad ist bei Niederfrequenz praktisch eine rein ohmsche Last, da {\displaystyle R_{2}} zwischen 10 kΩ bis 50 kΩ hat.
Da der Strom {\displaystyle {\underline {I}}_{2}} mit Hilfe der Polekschaltung gegenüber der Betriebsspannung {\displaystyle {\underline {U}}} um 90 Grad phasenverschoben fließen soll, ist es nötig die Spannung um 90 Grad gegenüber der Betriebsspannung zu verschieben. Dazu dient der Kondensator {\displaystyle C}.
Grundsätzlich ist anzumerken, dass beide Schaltungen, aufgrund der Frequenzabhängigkeit der Blindwiderstände, nur bei einer bestimmten Frequenz korrekte Phasenverschiebungen liefern und eine Messung der Blindleistung oder Blindenergie erlauben.